# Sickte
Sickte település Németországban, azon belül Alsó-Szászország tartományban. Lakosainak száma 6110 fő (2023. december 31.). Sickte Cremlingen, Veltheim, Erkerode, Evessen, Dettum, Wolfenbüttel és Braunschweig községekkel határos.

## Népesség
A település népességének változása:
| Lakosok száma | 6172 | 6225 | 6219 | 6163 | 6039 | 6092 | 6110 |
|               | 2015 | 2016 | 2017 | 2019 | 2021 | 2022 | 2023 |